# Liste des monuments historiques de Lot-et-Garonne (M-Z)
Cet article recense une partie des monuments historiques de Lot-et-Garonne, en France.
- Haut – A
- B
- C
- D
- E
- F
- G
- H
- I
- J
- K
- L
- M
- N
- O
- P
- Q
- R
- S
- T
- U
- V
- W
- X
- Y
- Z

## Liste
Pour des raisons de taille, la liste est découpée en deux. Cette partie regroupe les communes débutant de M à Z. Pour les autres, voir la liste des monuments historiques de Lot-et-Garonne (A-L).
| Monument                                                            | Commune                           | Adresse                                                                         | Coordonnées                        | Notice         | Protection     | Date            | Illustration                                                        |
| ------------------------------------------------------------------- | --------------------------------- | ------------------------------------------------------------------------------- | ---------------------------------- | -------------- | -------------- | --------------- | ------------------------------------------------------------------- |
| Château de Madaillan                                                | Madaillan                         |                                                                                 | 44° 15′ 25″ nord, 0° 34′ 29″ est   | « PA00084160 » | Inscrit        | 1950            | Château de Madaillan                                                |
| Château de Marcellus                                                | Marcellus                         |                                                                                 | 44° 29′ 07″ nord, 0° 05′ 07″ est   | « PA00084161 » | Inscrit        | 1986            | Château de Marcellus                                                |
| Chapelle Saint-Benoît de Marmande                                   | Marmande                          | 91 rue de la Libération                                                         | 44° 30′ 02″ nord, 0° 09′ 37″ est   | « PA00084162 » | Classé         | 2005            | Chapelle Saint-Benoît de Marmande                                   |
| Église Notre-Dame de Marmande                                       | Marmande                          | Place du Prieuré Rue de la République                                           | 44° 29′ 51″ nord, 0° 09′ 50″ est   | « PA00084163 » | Classé         | 1862            | Église Notre-Dame de Marmande                                       |
| Monument aux morts de Marmande                                      | Marmande                          | Place du 11-Novembre-1918                                                       | 44° 30′ 10″ nord, 0° 10′ 03″ est   | « PA47000092 » | Inscrit        | 2014            | Monument aux morts de Marmande                                      |
| Église Saint-Vincent du Mas-d'Agenais                               | Mas-d'Agenais (Le)                |                                                                                 | 44° 24′ 43″ nord, 0° 13′ 04″ est   | « PA00084164 » | Classé         | 1840            | Église Saint-Vincent du Mas-d'Agenais                               |
| Alignements du Bosc Alignements de Masquières                       | Masquières                        | Tombeau des Géants                                                              | 44° 23′ 45″ nord, 1° 01′ 37″ est   | « PA00084165 » | Inscrit        | 1952            | Alignements du BoscAlignements de Masquières                        |
| Château du Bosc                                                     | Masquières                        |                                                                                 | 44° 24′ 04″ nord, 1° 01′ 43″ est   | « PA00084166 » | Inscrit        | 1952            | Château du Bosc                                                     |
| Tumuli de Masquières                                                | Masquières                        | Tombeau des Géants                                                              | 44° 23′ 50″ nord, 1° 01′ 53″ est   | « PA00084165 » | Inscrit        | 1952            | Image manquante Téléverser                                          |
| Château de Lacam                                                    | Massels                           | Lacam                                                                           | 44° 19′ 30″ nord, 0° 51′ 08″ est   | « PA47000031 » | Inscrit        | 1998            | Image manquante Téléverser                                          |
| Église Sainte-Quitterie de Massels                                  | Massels                           | Sainte-Quitterie                                                                | 44° 18′ 52″ nord, 0° 51′ 04″ est   | « PA00132535 » | Inscrit Classé | 1994 1996       | Église Sainte-Quitterie de Massels                                  |
| Église Saint-Pierre de Massels                                      | Massels                           | Massels                                                                         | 44° 18′ 52″ nord, 0° 51′ 04″ est   | « PA00084167 » | Inscrit        | 1965            | Église Saint-Pierre de Massels                                      |
| Église Saint-Pierre-ès-Liens de Mauvezin-sur-Gupie                  | Mauvezin-sur-Gupie                |                                                                                 | 44° 33′ 22″ nord, 0° 09′ 54″ est   | « PA00084168 » | Inscrit        | 1958            | Église Saint-Pierre-ès-Liens de Mauvezin-sur-Gupie                  |
| Maison à empilage de poutres de Peyregras                           | Mazières-Naresse                  | Peyregras                                                                       | 44° 38′ 38″ nord, 0° 42′ 49″ est   | « PA00084292 » | Classé         | 1996            | Maison à empilage de poutres de Peyregras                           |
| Église Saint-Barthélemy de Tersac                                   | Meilhan-sur-Garonne               | Tersac                                                                          | 44° 29′ 46″ nord, 0° 03′ 42″ est   | « PA47000016 » | Inscrit        | 1996            | Église Saint-Barthélemy de Tersac                                   |
| Église Saint-Barthélemy de Trignan                                  | Mézin                             | Trignan                                                                         | 44° 02′ 08″ nord, 0° 15′ 18″ est   | « PA47000041 » | Inscrit        | 1999            | Église Saint-Barthélemy de Trignan                                  |
| Église Saint-Jean-Baptiste de Mézin                                 | Mézin                             |                                                                                 | 44° 03′ 23″ nord, 0° 15′ 27″ est   | « PA00084169 » | Classé         | 1840            | Église Saint-Jean-Baptiste de Mézin                                 |
| Monument aux morts de Mézin                                         | Mézin                             | près de l'église                                                                | 44° 03′ 21″ nord, 0° 15′ 25″ est   | « PA47000093 » | Inscrit        | 2014            | Monument aux morts de Mézin                                         |
| Villa gallo-romaine de Mézin                                        | Mézin                             | Niné                                                                            | 44° 04′ 29″ nord, 0° 18′ 40″ est   | « PA00084297 » | Inscrit        | 1991            | Image manquante Téléverser                                          |
| Église Notre-Dame de Moirax                                         | Moirax                            |                                                                                 | 44° 08′ 27″ nord, 0° 36′ 34″ est   | « PA00084170 » | Classé         | 1846            | Église Notre-Dame de Moirax                                         |
| Église Saint-Étienne de Fontarède                                   | Moncaut                           |                                                                                 | 44° 08′ 14″ nord, 0° 28′ 44″ est   | « PA00084171 » | Inscrit        | 1958            | Église Saint-Étienne de Fontarède                                   |
| Château du Rodier                                                   | Monclar                           |                                                                                 | 44° 26′ 27″ nord, 0° 30′ 24″ est   | « PA47000070 » | Inscrit        | 2007            | Château du Rodier                                                   |
| Église Saint-Clair de Monclar                                       | Monclar                           |                                                                                 | 44° 26′ 47″ nord, 0° 31′ 35″ est   | « PA00084172 » | Inscrit        | 1957            | Église Saint-Clair de Monclar                                       |
| Château de Lahitte                                                  | Moncrabeau                        |                                                                                 | 44° 04′ 07″ nord, 0° 21′ 29″ est   | « PA00084173 » | Inscrit        | 1986            | Image manquante Téléverser                                          |
| Château de Pomarède                                                 | Moncrabeau                        |                                                                                 | 44° 04′ 28″ nord, 0° 22′ 00″ est   | « PA00084174 » | Inscrit        | 1969            | Image manquante Téléverser                                          |
| Église Saint-Clair d'Artigues                                       | Moncrabeau                        | Artigues                                                                        | 44° 02′ 26″ nord, 0° 20′ 19″ est   | « PA00132536 » | Inscrit        | 1994            | Image manquante Téléverser                                          |
| Villa romaine de Bapteste                                           | Moncrabeau                        |                                                                                 | 44° 03′ 33″ nord, 0° 23′ 17″ est   | « PA00084175 » | Classé         | 1875            | Image manquante Téléverser                                          |
| Château de Roquefère                                                | Monflanquin                       | Roquefère                                                                       | 44° 32′ 40″ nord, 0° 44′ 47″ est   | « PA00084176 » | Classé         | 1963            | Château de Roquefère                                                |
| Église Saint-André de Monflanquin                                   | Monflanquin                       | Rue Sainte-Marie Place du Cap de Pech                                           | 44° 31′ 59″ nord, 0° 46′ 09″ est   | « PA00084177 » | Inscrit        | 1925            | Église Saint-André de Monflanquin                                   |
| Église Saint-Martin de Calviac                                      | Monflanquin                       | Calviac                                                                         | 44° 30′ 32″ nord, 0° 45′ 32″ est   | « PA00135194 » | Inscrit        | 1995            | Église Saint-Martin de Calviac                                      |
| Maison à cornières                                                  | Monflanquin                       | Place des Arcades                                                               | 44° 31′ 57″ nord, 0° 46′ 04″ est   | « PA00084179 » | Inscrit        | 1951            | Maison à cornières                                                  |
| Maison du Prince Noir                                               | Monflanquin                       | Place des Arcades Rue Sainte-Marie                                              | 44° 31′ 58″ nord, 0° 46′ 07″ est   | « PA00084178 » | Inscrit        | 1951            | Maison du Prince Noir                                               |
| Ruines romaines de Monflanquin                                      | Monflanquin                       | Campot                                                                          | 44° 33′ 36″ nord, 0° 45′ 23″ est   | « PA00084180 » | Classé         | 1875            | Image manquante Téléverser                                          |
| Château de Montgaillard                                             | Montgaillard-en-Albret            |                                                                                 | 44° 12′ 28″ nord, 0° 17′ 36″ est   | « PA00084181 » | Inscrit        | 1926            | Château de Montgaillard                                             |
| Église Saint-Géraud                                                 | Monsempron-Libos                  |                                                                                 | 44° 29′ 30″ nord, 0° 56′ 37″ est   | « PA00084182 » | Classé         | 1848            | Église Saint-Géraud                                                 |
| Prieuré Saint-Géraud                                                | Monsempron-Libos                  |                                                                                 | 44° 29′ 31″ nord, 0° 56′ 36″ est   | « PA00084183 » | Classé Inscrit | 2009            | Prieuré Saint-Géraud                                                |
| Église Notre-Dame de Montagnac-sur-Auvignon                         | Montagnac-sur-Auvignon            |                                                                                 | 44° 09′ 39″ nord, 0° 27′ 36″ est   | « PA00084184 » | Inscrit        | 1929            | Église Notre-Dame de Montagnac-sur-Auvignon                         |
| Église Saint-Martin de Montagnac-sur-Lède                           | Montagnac-sur-Lède                |                                                                                 | 44° 32′ 36″ nord, 0° 50′ 40″ est   | « PA00084185 » | Inscrit        | 1926            | Église Saint-Martin de Montagnac-sur-Lède                           |
| Église Saint-Pierre de Cabannes                                     | Montastruc                        | Cabanes                                                                         | 44° 31′ 06″ nord, 0° 30′ 31″ est   | « PA47000026 » | Inscrit        | 1997            | Église Saint-Pierre de Cabannes                                     |
| Église Saint-Pierre-de-la-Croix de Montastruc                       | Montastruc                        | Saint-Pierre                                                                    | 44° 29′ 55″ nord, 0° 31′ 07″ est   | « PA47000025 » | Inscrit        | 1997            | Église Saint-Pierre-de-la-Croix de Montastruc                       |
| Maison à empilage de poutres d'Esquirol                             | Montastruc                        | Esquirol                                                                        | 44° 30′ 04″ nord, 0° 29′ 47″ est   | « PA00084293 » | Inscrit        | 1991            | Maison à empilage de poutres d'Esquirol                             |
| Église Saint-Pierre de Montaut                                      | Montaut                           |                                                                                 | 44° 36′ 14″ nord, 0° 40′ 10″ est   | « PA00084186 » | Classé         | 1932            | Église Saint-Pierre de Montaut                                      |
| Château de Ladhuie                                                  | Montayral                         |                                                                                 | 44° 29′ 46″ nord, 0° 58′ 26″ est   | « PA00084187 » | Inscrit        | 1950            | Château de Ladhuie                                                  |
| Château de Perricard                                                | Montayral                         |                                                                                 | 44° 27′ 24″ nord, 0° 58′ 39″ est   | « PA00084188 » | Inscrit        | 1927            | Château de Perricard                                                |
| Château de Monteton                                                 | Monteton                          |                                                                                 | 44° 37′ 21″ nord, 0° 15′ 20″ est   | « PA47000073 » | Inscrit        | 2008            | Château de Monteton                                                 |
| Église Notre-Dame de Monteton                                       | Monteton                          | Place de l'église                                                               | 44° 37′ 25″ nord, 0° 15′ 19″ est   | « PA00084189 » | Inscrit        | 1926            | Église Notre-Dame de Monteton                                       |
| Église Saint-Jean de Balerme                                        | Montpezat                         |                                                                                 | 44° 20′ 58″ nord, 0° 32′ 16″ est   | « PA00084190 » | Inscrit        | 1927            | Église Saint-Jean de Balerme                                        |
| Église Saint-Ferréol de Lentignac                                   | Moulinet                          | Lentignac                                                                       | 44° 31′ 38″ nord, 0° 35′ 16″ est   | « PA47000027 » | Inscrit        | 1997            | Église Saint-Ferréol de Lentignac                                   |
| Château de Bournac                                                  | Nérac                             |                                                                                 | 44° 09′ 16″ nord, 0° 19′ 27″ est   | « PA00084191 » | Classé Inscrit | 1984            | Image manquante Téléverser                                          |
| Château de Douazan                                                  | Nérac                             |                                                                                 | 44° 06′ 49″ nord, 0° 19′ 08″ est   | « PA00125252 » | Inscrit        | 1993            | Image manquante Téléverser                                          |
| Château de Nérac                                                    | Nérac                             |                                                                                 | 44° 08′ 07″ nord, 0° 20′ 25″ est   | « PA00084192 » | Classé         | 1862            | Château de Nérac                                                    |
| Château de Lagrange-Monrepos                                        | Nérac                             |                                                                                 | 44° 09′ 29″ nord, 0° 19′ 16″ est   | « PA00084282 » | Inscrit Classé | 1990 1991       | Image manquante Téléverser                                          |
| Église Saint-Nicolas de Nérac                                       | Nérac                             |                                                                                 | 44° 08′ 09″ nord, 0° 20′ 25″ est   | « PA00084194 » | Classé         | 1988            | Église Saint-Nicolas de Nérac                                       |
| Établissement templier de Puy Fort Éguille                          | Nérac                             | L'Église                                                                        | 44° 06′ 30″ nord, 0° 22′ 51″ est   | « PA47000068 » | Inscrit        | 2006            | Établissement templier de Puy Fort Éguille                          |
| Mairerie de Nérac                                                   | Nérac                             | Rue de l'École                                                                  | 44° 08′ 12″ nord, 0° 20′ 24″ est   | « PA47000077 » | Inscrit        | 2008            | Mairerie de Nérac                                                   |
| Maison de Sully                                                     | Nérac                             | 7 rue Sully                                                                     | 44° 08′ 13″ nord, 0° 20′ 33″ est   | « PA00084283 » | Inscrit        | 1990            | Maison de Sully                                                     |
| Moulin d'Henri IV                                                   | Nérac                             | Moulin de Barbaste                                                              | 44° 10′ 12″ nord, 0° 17′ 23″ est   | « PA00084197 » | Classé         | 1889            | Moulin d'Henri IV                                                   |
| Maison des Conférences ou Musée du protestantisme                   | Nérac                             | 10, 12 place Saint-Nicolas Rue de l'École Rue des Conférences                   | 44° 08′ 11″ nord, 0° 20′ 24″ est   | « PA00084195 » | Classé Inscrit | 1988 1996       | Maison des Conférences ou Musée du protestantisme                   |
| Pavillon des Bains du Roi                                           | Nérac                             |                                                                                 | 44° 07′ 59″ nord, 0° 20′ 29″ est   | « PA00084198 » | Classé         | 1931            | Pavillon des Bains du Roi                                           |
| Pont de Tauziète                                                    | Nérac                             |                                                                                 | 44° 07′ 18″ nord, 0° 17′ 40″ est   | « PA00084199 » | Inscrit        | 1987            | Pont de Tauziète                                                    |
| Ruines romaines de Nérac                                            | Nérac                             |                                                                                 | 44° 08′ 02″ nord, 0° 20′ 30″ est   | « PA00084196 » | Classé         | 1840            | Ruines romaines de Nérac                                            |
| Statue d'Henri IV                                                   | Nérac                             | Place du Général-Leclerc                                                        | 44° 08′ 08″ nord, 0° 20′ 13″ est   | « PA00084284 » | Inscrit        | 1990            | Statue d'Henri IV                                                   |
| Vieux Pont sur la Baïse                                             | Nérac                             |                                                                                 | 44° 08′ 13″ nord, 0° 20′ 30″ est   | « PA00084200 » | Classé         | 1988            | Vieux Pont sur la Baïse                                             |
| Église Sainte-Jehanne-de-France du Passage                          | Passage (Le)                      | Place Sainte-Jehanne                                                            | 44° 11′ 22″ nord, 0° 35′ 48″ est   | « PA47000050 » | Inscrit        | 2001            | Église Sainte-Jehanne-de-France du Passage                          |
| Pont-canal d'Agen                                                   | Passage (Le) (également sur Agen) |                                                                                 | 44° 12′ 28″ nord, 0° 36′ 19″ est   | « PA47000061 » | Inscrit        | 2003 2012       | Pont-canal d'Agen                                                   |
| Église Notre-Dame de Bonnenouvelle                                  | Paulhiac                          | Bonnenouvelle                                                                   | 44° 34′ 49″ nord, 0° 50′ 36″ est   | « PA00132537 » | Inscrit        | 1994            | Église Notre-Dame de Bonnenouvelle                                  |
| Église Saint-Vincent de Souliès                                     | Paulhiac                          | Souliès                                                                         | 44° 33′ 03″ nord, 0° 48′ 36″ est   | « PA00084201 » | Inscrit        | 1950            | Église Saint-Vincent de Souliès                                     |
| Château de Noaillac                                                 | Penne-d'Agenais                   |                                                                                 | 44° 23′ 20″ nord, 0° 51′ 48″ est   | « PA00084289 » | Inscrit        | 1990            | Château de Noaillac                                                 |
| Porte de Ferracap                                                   | Penne-d'Agenais                   |                                                                                 | 44° 23′ 24″ nord, 0° 49′ 14″ est   | « PA00084202 » | Inscrit        | 1950            | Porte de Ferracap                                                   |
| Porte de Ricard                                                     | Penne-d'Agenais                   |                                                                                 | 44° 23′ 20″ nord, 0° 49′ 12″ est   | « PA00084202 » | Inscrit        | 1950            | Porte de Ricard                                                     |
| Porte de ville                                                      | Penne-d'Agenais                   |                                                                                 | 44° 23′ 19″ nord, 0° 49′ 07″ est   | « PA00084203 » | Inscrit        | 1929            | Porte de ville                                                      |
| Tour d'Escoute                                                      | Penne-d'Agenais                   |                                                                                 | 44° 23′ 58″ nord, 0° 49′ 56″ est   | « PA00084204 » | Inscrit        | 1964            | Tour d'Escoute                                                      |
| Allée couverte de Pompiey                                           | Pompiey                           | Choisy                                                                          | 44° 11′ 32″ nord, 0° 14′ 08″ est   | « PA00084205 » | Classé         | 1969            | Image manquante Téléverser                                          |
| Château de Guillery                                                 | Pompiey                           | Guillery                                                                        | 44° 11′ 04″ nord, 0° 13′ 49″ est   | « PA47000051 » | Inscrit        | 2001            | Image manquante Téléverser                                          |
| Église Sainte-Foy-de-Jérusalem de Pont-du-Casse                     | Pont-du-Casse                     |                                                                                 | 44° 15′ 15″ nord, 0° 41′ 26″ est   | « PA00084206 » | Inscrit        | 1973            | Église Sainte-Foy-de-Jérusalem de Pont-du-Casse                     |
| Église Notre-Dame de Port-Sainte-Marie                              | Port-Sainte-Marie                 |                                                                                 | 44° 15′ 01″ nord, 0° 23′ 55″ est   | « PA00084207 » | Classé         | 1912            | Église Notre-Dame de Port-Sainte-Marie                              |
| Église Saint-Vincent-du-Temple de Port-Sainte-Marie                 | Port-Sainte-Marie                 |                                                                                 | 44° 15′ 00″ nord, 0° 23′ 44″ est   | « PA00084208 » | Classé         | 1908            | Église Saint-Vincent-du-Temple de Port-Sainte-Marie                 |
| Château de Poudenas                                                 | Poudenas                          |                                                                                 | 44° 02′ 49″ nord, 0° 12′ 34″ est   | « PA00084209 » | Inscrit Classé | 1952 1984       | Château de Poudenas                                                 |
| Église Saint-Christophe d'Arbussan                                  | Poudenas                          |                                                                                 | 44° 01′ 15″ nord, 0° 11′ 47″ est   | « PA00084210 » | Inscrit        | 1980            | Église Saint-Christophe d'Arbussan                                  |
| Église Saint-Martin de Poussignac                                   | Poussignac                        |                                                                                 | 44° 20′ 49″ nord, 0° 03′ 21″ est   | « PA00084211 » | Inscrit        | 1929            | Église Saint-Martin de Poussignac                                   |
| Église Saint-Jean de Prayssas                                       | Prayssas                          | Le Bourg                                                                        | 44° 17′ 15″ nord, 0° 30′ 32″ est   | « PA00084212 » | Inscrit Classé | 1965            | Église Saint-Jean de Prayssas                                       |
| Maison du Goulet                                                    | Prayssas                          |                                                                                 | 44° 17′ 01″ nord, 0° 30′ 24″ est   | « PA47000075 » | Inscrit        | 2008            | Maison du Goulet                                                    |
| Château Saint-Christau                                              | Puch-d'Agenais                    |                                                                                 | 44° 21′ 08″ nord, 0° 16′ 45″ est   | « PA47000063 » | Inscrit        | 2004            | Image manquante Téléverser                                          |
| Église Sainte-Foy de Pujols                                         | Pujols                            |                                                                                 | 44° 23′ 07″ nord, 0° 41′ 18″ est   | « PA00084213 » | Classé         | 1903            | Église Sainte-Foy de Pujols                                         |
| Église Saint-Étienne du Mail                                        | Pujols                            |                                                                                 | 44° 23′ 10″ nord, 0° 41′ 19″ est   | « PA00132752 » | Inscrit Classé | 1994 1996       | Église Saint-Étienne du Mail                                        |
| Église Saint-Nicolas de Pujols                                      | Pujols                            |                                                                                 | 44° 23′ 09″ nord, 0° 41′ 20″ est   | « PA00084214 » | Inscrit        | 1926            | Église Saint-Nicolas de Pujols                                      |
| Château de Pech-Redon                                               | Puymirol                          |                                                                                 | 44° 12′ 16″ nord, 0° 47′ 26″ est   | « PA00084299 » | Inscrit        | 2008            | Image manquante Téléverser                                          |
| Église Notre-Dame du Grand-Castel                                   | Puymirol                          | Rue Royale                                                                      | 44° 11′ 14″ nord, 0° 47′ 47″ est   | « PA00084215 » | Inscrit        | 2003            | Église Notre-Dame du Grand-Castel                                   |
| Maison                                                              | Puymirol                          | Rue Royale                                                                      | 44° 11′ 14″ nord, 0° 47′ 45″ est   | « PA00084216 » | Inscrit        | 1951            | Image manquante Téléverser                                          |
| Château du Sendat                                                   | Réunion (La)                      | Partant de la D655 (Casteljaloux-Nérac), à 2000 m sur la D11 direction Damazan. | 44° 17′ 21″ nord, 0° 07′ 48″ est   | « PA47000017 » | Classé Inscrit | 2003 2016       | Château du Sendat                                                   |
| Église Saint-Eutrope de Couthures                                   | Réunion (La)                      |                                                                                 | 44° 15′ 52″ nord, 0° 06′ 31″ est   | « PA47000018 » | Inscrit        | 1996            | Image manquante Téléverser                                          |
| Église Saint-Pierre-ès-Liens de Rives                               | Rives                             |                                                                                 | 44° 38′ 43″ nord, 0° 44′ 28″ est   | « PA00084277 » | Inscrit        | 1950            | Église Saint-Pierre-ès-Liens de Rives                               |
| Maison à empilage de poutres de Lonzaygues                          | Rives                             | Lonzaygues                                                                      | 44° 39′ 04″ nord, 0° 43′ 51″ est   | « PA00084294 » | Classé         | 1998            | Image manquante Téléverser                                          |
| Église Saint-Christophe de Romestaing                               | Romestaing                        |                                                                                 | 44° 24′ 58″ nord, 0° 00′ 09″ est   | « PA00084217 » | Inscrit        | 1965            | Église Saint-Christophe de Romestaing                               |
| Château de Roquefort                                                | Roquefort                         |                                                                                 | 44° 10′ 12″ nord, 0° 33′ 23″ est   | « PA47000052 » | Inscrit        | 2001            | Château de Roquefort                                                |
| Église Saint-Martin de Cadillac                                     | Roumagne                          | Cadillac                                                                        | 44° 37′ 39″ nord, 0° 18′ 34″ est   | « PA00084218 » | Inscrit        | 2011            | Église Saint-Martin de Cadillac                                     |
| Donjon de Péchon                                                    | Saint-Antoine-de-Ficalba          |                                                                                 | 44° 20′ 25″ nord, 0° 44′ 00″ est   | « PA00084219 » | Inscrit        | 1950            | Donjon de Péchon                                                    |
| Église Saint-Caprais de Saint-Caprais-de-Lerm                       | Saint-Caprais-de-Lerm             |                                                                                 | 44° 12′ 50″ nord, 0° 44′ 44″ est   | « PA00084220 » | Inscrit        | 1926            | Église Saint-Caprais de Saint-Caprais-de-Lerm                       |
| Église Saint-Colomban de Saint-Colomb-de-Lauzun                     | Saint-Colomb-de-Lauzun            |                                                                                 | 44° 36′ 52″ nord, 0° 28′ 22″ est   | « PA00084221 » | Inscrit        | 1927            | Église Saint-Colomban de Saint-Colomb-de-Lauzun                     |
| Château de Bonaguil                                                 | Saint-Front-sur-Lémance           |                                                                                 | 44° 32′ 18″ nord, 1° 00′ 51″ est   | « PA00084226 » | Classé         | 1914 1963       | Château de Bonaguil                                                 |
| Église Saint-Front de Saint-Front-sur-Lémance                       | Saint-Front-sur-Lémance           |                                                                                 | 44° 34′ 35″ nord, 0° 58′ 18″ est   | « PA00084227 » | Classé         | 1914            | Église Saint-Front de Saint-Front-sur-Lémance                       |
| Église Saint-Romain de Lastreilles                                  | Saint-Front-sur-Lémance           | Lastreilles                                                                     | 44° 33′ 54″ nord, 0° 59′ 39″ est   | « PA00084228 » | Inscrit        | 1950            | Église Saint-Romain de Lastreilles                                  |
| Forge du Moulinet                                                   | Saint-Front-sur-Lémance           | Le Moulinet                                                                     | 44° 34′ 43″ nord, 0° 59′ 31″ est   | « PA00084229 » | Inscrit        | 1975            | Forge du Moulinet                                                   |
| Église Saint-Basile de Lusignan-Grand                               | Saint-Hilaire-de-Lusignan         | Lusignan-Grand                                                                  | 44° 14′ 37″ nord, 0° 30′ 54″ est   | « PA00084230 » | Inscrit        | 1950            | Église Saint-Basile de Lusignan-Grand                               |
| Église Saint-Hilaire de Saint-Hilaire-de-Lusignan                   | Saint-Hilaire-de-Lusignan         |                                                                                 | 44° 13′ 31″ nord, 0° 31′ 00″ est   | « PA00084231 » | Inscrit        | 1926            | Église Saint-Hilaire de Saint-Hilaire-de-Lusignan                   |
| Château de Longuetille                                              | Saint-Léger                       |                                                                                 | 44° 18′ 35″ nord, 0° 19′ 03″ est   | « PA47000097 » | Inscrit        | 2015            | Image manquante Téléverser                                          |
| Église Saint-Sixte de Saint-Martin-de-Beauville                     | Saint-Martin-de-Beauville         | Saint-Sixte                                                                     | 44° 14′ 16″ nord, 0° 49′ 48″ est   | « PA47000047 » | Inscrit        | 2000            | Église Saint-Sixte de Saint-Martin-de-Beauville                     |
| Abbaye de Saint-Maurin                                              | Saint-Maurin                      |                                                                                 | 44° 12′ 28″ nord, 0° 53′ 35″ est   | « PA00084235 » | Classé         | 1908            | Abbaye de Saint-Maurin                                              |
| Église Saint-Martin-d'Anglars de Saint-Maurin                       | Saint-Maurin                      |                                                                                 | 44° 12′ 25″ nord, 0° 53′ 31″ est   | « PA00084236 » | Classé         | 1930            | Église Saint-Martin-d'Anglars de Saint-Maurin                       |
| Église Saint-Pierre del Pech de Saint-Maurin                        | Saint-Maurin                      | Saint-Pierre                                                                    | 44° 12′ 26″ nord, 0° 53′ 30″ est   | « PA47000032 » | Inscrit        | 1998            | Église Saint-Pierre del Pech de Saint-Maurin                        |
| Monument aux morts de Saint-Maurin                                  | Saint-Maurin                      | Grande rue                                                                      | 44° 12′ 26″ nord, 0° 53′ 31″ est   | « PA47000094 » | Inscrit        | 2014            | Monument aux morts de Saint-Maurin                                  |
| Moulin de Ferrussac                                                 | Saint-Maurin                      |                                                                                 | 44° 11′ 37″ nord, 0° 52′ 26″ est   | « PA00084298 » | Inscrit        | 1991            | Image manquante Téléverser                                          |
| Château de Saint-Pastour                                            | Saint-Pastour                     |                                                                                 | 44° 29′ 20″ nord, 0° 35′ 56″ est   | « PA00084285 » | Inscrit        | 1990            | Château de Saint-Pastour                                            |
| Église Saint-Jean d'Aygues Vives                                    | Saint-Pastour                     | Aygues Vives                                                                    | 44° 29′ 29″ nord, 0° 37′ 48″ est   | « PA00084237 » | Inscrit        | 1950            | Église Saint-Jean d'Aygues Vives                                    |
| Église Saint-Pastour de Saint-Pastour                               | Saint-Pastour                     |                                                                                 | 44° 29′ 19″ nord, 0° 36′ 03″ est   | « PA00084238 » | Inscrit        | 1926            | Église Saint-Pastour de Saint-Pastour                               |
| Enceinte de Saint-Pastour                                           | Saint-Pastour                     | Rue Jeanne-d'Arc                                                                | 44° 29′ 18″ nord, 0° 35′ 57″ est   | « PA00084286 » | Inscrit        | 1990            | Enceinte de Saint-Pastour                                           |
| Halle de Saint-Pastour                                              | Saint-Pastour                     |                                                                                 | 44° 29′ 19″ nord, 0° 36′ 00″ est   | « PA00084287 » | Inscrit        | 1990            | Halle de Saint-Pastour                                              |
| Manoir Cabirol                                                      | Saint-Pastour                     | Rue Jeanne-d'Arc                                                                | 44° 29′ 19″ nord, 0° 36′ 00″ est   | « PA00084288 » | Inscrit        | 1990            | Manoir Cabirol                                                      |
| Église Saint-Simon de Saint-Pé-Saint-Simon                          | Saint-Pé-Saint-Simon              | Saint-Simon                                                                     | 43° 59′ 13″ nord, 0° 05′ 57″ est   | « PA00084239 » | Inscrit        | 1951            | Église Saint-Simon de Saint-Pé-Saint-Simon                          |
| Église Saint-Pierre de Saint-Pierre-de-Buzet                        | Saint-Pierre-de-Buzet             |                                                                                 | 44° 15′ 13″ nord, 0° 16′ 26″ est   | « PA00084240 » | Inscrit        | 1926            | Église Saint-Pierre de Saint-Pierre-de-Buzet                        |
| Pile gallo-romaine de Saint-Pierre-de-Buzet                         | Saint-Pierre-de-Buzet             | La Peyrelongue                                                                  | 44° 15′ 52″ nord, 0° 16′ 27″ est   | « PA00084241 » | Inscrit        | 1926            | Pile gallo-romaine de Saint-Pierre-de-Buzet                         |
| Château de Saint-Quentin                                            | Saint-Quentin-du-Dropt            |                                                                                 | 44° 40′ 49″ nord, 0° 36′ 19″ est   | « PA00132538 » | Inscrit        | 1994            | Image manquante Téléverser                                          |
| Église Saint-Robert de Saint-Robert                                 | Saint-Robert                      |                                                                                 | 44° 14′ 48″ nord, 0° 47′ 40″ est   | « PA00084242 » | Classé         | 1931            | Église Saint-Robert de Saint-Robert                                 |
| Église Saint-Sardos de Saint-Sardos                                 | Saint-Sardos                      |                                                                                 | 44° 20′ 26″ nord, 0° 28′ 42″ est   | « PA00084243 » | Classé         | 1939            | Église Saint-Sardos de Saint-Sardos                                 |
| Château de Ferrassou                                                | Saint-Sylvestre-sur-Lot           |                                                                                 | 44° 23′ 53″ nord, 0° 49′ 16″ est   | « PA00084244 » | Inscrit Classé | 1973            | Château de Ferrassou                                                |
| Église Sainte-Croix de Saint-Urcisse                                | Saint-Urcisse                     |                                                                                 | 44° 09′ 23″ nord, 0° 50′ 40″ est   | « PA47000098 » | Inscrit        | 2015            | Église Sainte-Croix de Saint-Urcisse                                |
| Château de Lapoujade                                                | Saint-Vite                        | Lapoujade                                                                       | 44° 28′ 09″ nord, 0° 54′ 57″ est   | « PA47000071 » | Inscrit        | 2007            | Château de Lapoujade                                                |
| Maison Roigt                                                        | Sainte-Colombe-en-Bruilhois       | Rue des Ligueurs                                                                | 44° 31′ 47″ nord, 0° 05′ 32″ est   | « PA47000100 » | Inscrit        | 7 décembre 2018 | Image manquante Téléverser                                          |
| Église Sainte-Colombe de Sainte-Colombe-en-Bruilhois                | Sainte-Colombe-en-Bruilhois       |                                                                                 | 44° 10′ 40″ nord, 0° 30′ 57″ est   | « PA00084224 » | Inscrit        | 1926            | Église Sainte-Colombe de Sainte-Colombe-en-Bruilhois                |
| Église Saint-Martin de Mourrens                                     | Sainte-Colombe-en-Bruilhois       | Mourrens                                                                        | 44° 11′ 29″ nord, 0° 29′ 50″ est   | « PA00084225 » | Classé         | 1932            | Église Saint-Martin de Mourrens                                     |
| Église Sainte-Colombe de Sainte-Colombe-de-Duras                    | Sainte-Colombe-de-Duras           |                                                                                 | 44° 41′ 23″ nord, 0° 07′ 29″ est   | « PA00084222 » | Inscrit        | 2009            | Église Sainte-Colombe de Sainte-Colombe-de-Duras                    |
| Église Sainte-Madeleine de Laurier                                  | Sainte-Colombe-de-Villeneuve      |                                                                                 | 44° 22′ 51″ nord, 0° 39′ 18″ est   | « PA00084223 » | Inscrit        | 1926            | Église Sainte-Madeleine de Laurier                                  |
| Camp du Moulin du Lot                                               | Sainte-Livrade-sur-Lot            |                                                                                 | 44° 24′ 43″ nord, 0° 35′ 17″ est   | « PA47000081 » | Inscrit        | 2012            | Image manquante Téléverser                                          |
| Église Sainte-Livrade de Sainte-Livrade-sur-Lot                     | Sainte-Livrade-sur-Lot            |                                                                                 | 44° 23′ 56″ nord, 0° 35′ 21″ est   | « PA00084232 » | Classé         | 1908            | Église Sainte-Livrade de Sainte-Livrade-sur-Lot                     |
| Ancien prieuré des bénédictins de Sainte-Livrade                    | Sainte-Livrade-sur-Lot            |                                                                                 | 44° 23′ 56″ nord, 0° 35′ 21″ est   | « PA47000101 » | Inscrit        | 2019            | Ancien prieuré des bénédictins de Sainte-Livrade                    |
| Tour du Roy de Sainte-Livrade-sur-Lot                               | Sainte-Livrade-sur-Lot            |                                                                                 | 44° 23′ 57″ nord, 0° 35′ 28″ est   | « PA00084233 » | Inscrit        | 1925            | Tour du Roy de Sainte-Livrade-sur-Lot                               |
| Château de Sainte-Marthe                                            | Sainte-Marthe                     |                                                                                 | 44° 24′ 50″ nord, 0° 09′ 15″ est   | « PA00084234 » | Inscrit        | 1978            | Image manquante Téléverser                                          |
| Logis de Bernine                                                    | Sauméjan                          |                                                                                 | 44° 14′ 28″ nord, 0° 00′ 23″ ouest | « PA47000058 » | Inscrit        | 2003            | Image manquante Téléverser                                          |
| Vieux pont sur le Dropt                                             | Sauvetat-du-Dropt (La)            | Le Bout du Pont Rue du Moulin Rue du Vieux-Pont                                 | 44° 38′ 47″ nord, 0° 20′ 28″ est   | « PA00084246 » | Classé         | 1992            | Vieux pont sur le Dropt                                             |
| Château de Saint-Sulpice                                            | Sauvetat-sur-Lède (La)            | Saint-Sulpice                                                                   | 44° 27′ 35″ nord, 0° 42′ 32″ est   | « PA47000072 » | Inscrit        | 2007            | Château de Saint-Sulpice                                            |
| Église Saint-Pierre de La Sauvetat-de-Savères                       | Sauvetat-de-Savères (La)          |                                                                                 | 44° 13′ 35″ nord, 0° 47′ 57″ est   | « PA00084245 » | Inscrit        | 1957            | Église Saint-Pierre de La Sauvetat-de-Savères                       |
| Château des Rois ducs                                               | Sauveterre-la-Lémance             |                                                                                 | 44° 35′ 28″ nord, 1° 01′ 09″ est   | « PA00084247 » | Classé         | 2003            | Château des Rois ducs                                               |
| Croix de chemin de Sauveterre-la-Lémance                            | Sauveterre-la-Lémance             | C.V. de Sauveterre à Lapile                                                     | 44° 35′ 18″ nord, 1° 00′ 59″ est   | « PA00084248 » | Classé         | 1910            | Croix de chemin de Sauveterre-la-Lémance                            |
| Église Saint-Barthélemy de Sauveterre-la-Lémance                    | Sauveterre-la-Lémance             |                                                                                 | 44° 35′ 25″ nord, 1° 00′ 50″ est   | « PA00084249 » | Inscrit        | 1950            | Église Saint-Barthélemy de Sauveterre-la-Lémance                    |
| Gisement préhistorique du Martinet                                  | Sauveterre-la-Lémance             | Le Martinet                                                                     | 44° 35′ 53″ nord, 1° 01′ 25″ est   | « PA00084250 » | Classé         | 1932            | Gisement préhistorique du Martinet                                  |
| Monument aux morts de Sauveterre-la-Lémance                         | Sauveterre-la-Lémance             | Place des Platanes                                                              | 44° 35′ 26″ nord, 1° 00′ 47″ est   | « PA47000095 » | Inscrit        | 2014            | Monument aux morts de Sauveterre-la-Lémance                         |
| Église Saint-Jean-Baptiste de Savignac-sur-Leyze                    | Savignac-sur-Leyze                |                                                                                 | 44° 28′ 51″ nord, 0° 47′ 30″ est   | « PA00084251 » | Inscrit        | 2006            | Église Saint-Jean-Baptiste de Savignac-sur-Leyze                    |
| Maison à empilage de poutres de Petit- Buzard                       | Ségalas                           | Petit-Buzard                                                                    | 44° 34′ 31″ nord, 0° 30′ 46″ est   | « PA00084295 » | Inscrit        | 1991            | Maison à empilage de poutres de Petit- Buzard                       |
| Église Notre-Dame de Sérignac                                       | Sérignac-Péboudou                 | Sérignac                                                                        | 44° 36′ 52″ nord, 0° 32′ 26″ est   | « PA00084252 » | Inscrit        | 1926            | Église Notre-Dame de Sérignac                                       |
| Église du Martyre-de-Saint-Jean-Baptiste de Seyches                 | Seyches                           |                                                                                 | 44° 33′ 06″ nord, 0° 18′ 19″ est   | « PA47000037 » | Inscrit        | 1998            | Église du Martyre-de-Saint-Jean-Baptiste de Seyches                 |
| Chapelle de Saint-Pau                                               | Sos                               |                                                                                 | 44° 05′ 08″ nord, 0° 07′ 36″ est   | « PA00084253 » | Classé         | 1995            | Image manquante Téléverser                                          |
| Château de Saint-Pau                                                | Sos                               |                                                                                 | 44° 05′ 23″ nord, 0° 07′ 37″ est   | « PA00084254 » | Inscrit        | 1988            | Image manquante Téléverser                                          |
| Église Saint-Barthélemy de Gueyze                                   | Sos                               | Gueyze                                                                          | 44° 02′ 45″ nord, 0° 07′ 49″ est   | « PA00084255 » | Inscrit        | 2004            | Église Saint-Barthélemy de Gueyze                                   |
| Église Saint-Amans de Tayrac                                        | Tayrac                            |                                                                                 | 44° 11′ 51″ nord, 0° 50′ 33″ est   | « PA47000029 » | Inscrit        | 1998            | Église Saint-Amans de Tayrac                                        |
| Commanderie de Temple-sur-Lot                                       | Temple-sur-Lot (Le)               |                                                                                 | 44° 22′ 47″ nord, 0° 31′ 25″ est   | « PA00084256 » | Inscrit        | 1952            | Commanderie de Temple-sur-Lot                                       |
| Château du Trichot                                                  | Thézac                            |                                                                                 | 44° 25′ 54″ nord, 1° 01′ 07″ est   | « PA47000019 » | Inscrit        | 1996            | Château du Trichot                                                  |
| Manoir de la Gabertie                                               | Thézac                            |                                                                                 | 44° 25′ 42″ nord, 0° 59′ 43″ est   | « PA47000020 » | Inscrit        | 1996            | Image manquante Téléverser                                          |
| Manufacture de tabac Laperche                                       | Tonneins                          | Tougnette                                                                       | 44° 23′ 12″ nord, 0° 18′ 20″ est   | « PA47000053 » | Inscrit        | 2001            | Manufacture de tabac Laperche                                       |
| Église Saint-André-de-Carabaisse de Tournon-d'Agenais               | Tournon-d'Agenais                 | Lamothe                                                                         | 44° 23′ 18″ nord, 0° 58′ 00″ est   | « PA00132539 » | Inscrit        | 1994            | Église Saint-André-de-Carabaisse de Tournon-d'Agenais               |
| Maison dite l'Abescat                                               | Tournon-d'Agenais                 | rue de l'École                                                                  | 44° 24′ 01″ nord, 0° 59′ 42″ est   | « PA00084257 » | Classé         | 1912            | Maison dite l'Abescat                                               |
| Maison médiévale                                                    | Tournon-d'Agenais                 | rue de la Citadelle                                                             | 44° 23′ 59″ nord, 0° 59′ 48″ est   |                | Inscrit        | 2014            | Maison médiévale                                                    |
| Église Saint-Pierre de Tourtrès                                     | Tourtrès                          |                                                                                 | 44° 30′ 22″ nord, 0° 25′ 37″ est   | « PA00084258 » | Inscrit        | 1957            | Église Saint-Pierre de Tourtrès                                     |
| Château de Laval                                                    | Trentels                          |                                                                                 | 44° 27′ 05″ nord, 0° 49′ 31″ est   | « PA00084259 » | Inscrit        | 1976            | Château de Laval                                                    |
| Château de Lustrac                                                  | Trentels                          |                                                                                 | 44° 26′ 00″ nord, 0° 53′ 18″ est   | « PA00084260 » | Inscrit        | 1988            | Château de Lustrac                                                  |
| Château Les Roques                                                  | Trentels                          |                                                                                 | 44° 26′ 15″ nord, 0° 50′ 25″ est   | « PA00084261 » | Inscrit        | 1982            | Image manquante Téléverser                                          |
| Grotte paléolithique de Cassegros                                   | Trentels                          |                                                                                 | 44° 26′ 34″ nord, 0° 51′ 34″ est   | « PA47000021 » | Inscrit        | 1996            | Image manquante Téléverser                                          |
| Moulin de Lustrac                                                   | Trentels                          |                                                                                 | 44° 25′ 59″ nord, 0° 53′ 18″ est   | « PA00084262 » | Inscrit        | 1988            | Moulin de Lustrac                                                   |
| Château de Roquepiquet                                              | Verteuil-d'Agenais                |                                                                                 | 44° 27′ 55″ nord, 0° 25′ 42″ est   | « PA47000028 » | Inscrit        | 1997            | Image manquante Téléverser                                          |
| Château de Verteuil                                                 | Verteuil-d'Agenais                |                                                                                 | 44° 27′ 52″ nord, 0° 24′ 55″ est   | « PA47000022 » | Inscrit        | 1996            | Château de Verteuil                                                 |
| Église Saint-Christophe de Vianne                                   | Vianne                            |                                                                                 | 44° 11′ 53″ nord, 0° 19′ 21″ est   | « PA00084263 » | Classé Inscrit | 1889 1943       | Église Saint-Christophe de Vianne                                   |
| Enceinte et tours de Vianne                                         | Vianne                            |                                                                                 | 44° 11′ 53″ nord, 0° 19′ 22″ est   | « PA00084264 » | Classé         | 1886            | Enceinte et tours de Vianne                                         |
| Pont-canal sur la Baïse                                             | Vianne                            |                                                                                 | 44° 14′ 04″ nord, 0° 19′ 46″ est   | « PA47000062 » | Inscrit        | 2003            | Pont-canal sur la Baïse                                             |
| Église Saint-Savin de Villefranche-du-Queyran                       | Villefranche-du-Queyran           |                                                                                 | 44° 18′ 13″ nord, 0° 12′ 04″ est   | « PA00084265 » | Classé         | 1875            | Image manquante Téléverser                                          |
| Centre de détention d'Eysses (Mur des fusillés)                     | Villeneuve-sur-Lot                |                                                                                 | 44° 25′ 02″ nord, 0° 43′ 18″ est   | « PA47000023 » | Inscrit        | 1996            | Image manquante Téléverser                                          |
| Chapelle des Pénitents blancs de Villeneuve-sur-Lot                 | Villeneuve-sur-Lot                | Rue de l'Écluse                                                                 | 44° 24′ 19″ nord, 0° 42′ 12″ est   | « PA00132933 » | Inscrit Classé | 1994 2014       | Chapelle des Pénitents blancs de Villeneuve-sur-Lot                 |
| Chapelle Notre-Dame-de-Grâce-et-de-Toute-Joie de Villeneuve-sur-Lot | Villeneuve-sur-Lot                |                                                                                 | 44° 24′ 23″ nord, 0° 42′ 14″ est   | « PA00084267 » | Inscrit        | 1950            | Chapelle Notre-Dame-de-Grâce-et-de-Toute-Joie de Villeneuve-sur-Lot |
| Château de Lamothe                                                  | Villeneuve-sur-Lot                |                                                                                 | 44° 25′ 08″ nord, 0° 41′ 39″ est   | « PA00084268 » | Inscrit        | 1971            | Image manquante Téléverser                                          |
| Château de Monrepos                                                 | Villeneuve-sur-Lot                |                                                                                 | 44° 23′ 42″ nord, 0° 44′ 07″ est   | « PA00084269 » | Inscrit        | 1950            | Image manquante Téléverser                                          |
| Château de Rogé                                                     | Villeneuve-sur-Lot                |                                                                                 | 44° 23′ 58″ nord, 0° 45′ 54″ est   | « PA47000099 » | Inscrit        | 2016            | Image manquante Téléverser                                          |
| Château de la Sylvestrie                                            | Villeneuve-sur-Lot                |                                                                                 | 44° 22′ 48″ nord, 0° 43′ 52″ est   | « PA47000048 » | Inscrit        | 2000            | Image manquante Téléverser                                          |
| Église Saint-Étienne de Villeneuve-sur-Lot                          | Villeneuve-sur-Lot                |                                                                                 | 44° 24′ 25″ nord, 0° 42′ 00″ est   | « PA00084270 » | Classé         | 1921            | Église Saint-Étienne de Villeneuve-sur-Lot                          |
| Hôpital Saint-Cyr                                                   | Villeneuve-sur-Lot                | 2 boulevard Saint-Cyr-de-Coquard                                                | 44° 24′ 31″ nord, 0° 42′ 39″ est   | « PA47000067 » | Inscrit        | 2005            | Hôpital Saint-Cyr                                                   |
| Maison                                                              | Villeneuve-sur-Lot                | 12 rue Parmentier                                                               | 44° 24′ 25″ nord, 0° 42′ 18″ est   | « PA00084272 » | Inscrit        | 1951            | Maison                                                              |
| Maison de l'ancienne Viguerie                                       | Villeneuve-sur-Lot                | 11, 13 rue Parmentier Rue de la Convention                                      | 44° 24′ 25″ nord, 0° 42′ 18″ est   | « PA00084271 » | Inscrit        | 1950            | Maison de l'ancienne Viguerie                                       |
| Site antique d'Eysses                                               | Villeneuve-sur-Lot                |                                                                                 | 44° 25′ 11″ nord, 0° 43′ 16″ est   | « PA00084275 » | Inscrit        | 1926 1997       | Site antique d'Eysses                                               |
| Théâtre Georges-Leygues                                             | Villeneuve-sur-Lot                | 2 boulevard de la République                                                    | 44° 24′ 34″ nord, 0° 42′ 23″ est   | « PA47000078 » | Inscrit        | 2008            | Théâtre Georges-Leygues                                             |
| Tour de Paris                                                       | Villeneuve-sur-Lot                |                                                                                 | 44° 24′ 29″ nord, 0° 42′ 25″ est   | « PA00084274 » | Classé         | 1901            | Tour de Paris                                                       |
| Tour de Pujols                                                      | Villeneuve-sur-Lot                |                                                                                 | 44° 24′ 13″ nord, 0° 42′ 04″ est   | « PA00084274 » | Classé         | 1901            | Tour de Pujols                                                      |
| Pont des Cieutats ou des Frères Cieutat Vieux pont                  | Villeneuve-sur-Lot                |                                                                                 | 44° 24′ 22″ nord, 0° 42′ 13″ est   | « PA00084273 » | Inscrit        | 1951            | Pont des Cieutats ou des Frères CieutatVieux pont                   |
| Église Notre-Dame de Villeréal                                      | Villeréal                         |                                                                                 | 44° 38′ 14″ nord, 0° 44′ 39″ est   | « PA00084276 » | Classé         | 1927            | Église Notre-Dame de Villeréal                                      |
| Halle de Villeréal                                                  | Villeréal                         | Place de la Halle                                                               | 44° 38′ 14″ nord, 0° 44′ 35″ est   | « PA00084278 » | Classé         | 2007            | Halle de Villeréal                                                  |
| Château de Virazeil                                                 | Virazeil                          |                                                                                 | 44° 30′ 13″ nord, 0° 15′ 01″ est   | « PA00084279 » | Inscrit        | 1964            | Château de Virazeil                                                 |
| Château de Xaintrailles                                             | Xaintrailles                      |                                                                                 | 44° 12′ 27″ nord, 0° 15′ 23″ est   | « PA00084280 » | Classé Inscrit | 1840 2011       | Château de Xaintrailles                                             |